# Vent de glace
Vent de glace (The Bone Bed, dans l'édition originale en anglais) est un roman policier et thriller américain de Patricia Cornwell publié en 2012. C'est le vingtième roman de la série mettant en scène le personnage de Kay Scarpetta.

## Résumé
Au Canada, une paléontologue est portée disparue. Aux USA, un millionnaire est accusé d'avoir fait disparaître son épouse ; la légiste a reçu une convocation à comparaître comme témoin dans son procès à la suite d'un e-mail où elle a fait une réponse trop précise à une question mineure sur la saponification d'un cadavre dans l'océan.
Dans l'océan, le cadavre d'une femme emberlificoté avec des cordes à une tortue luth est retrouvé. La légiste réussit à récupérer le corps en un seul morceau, mais elle arrive en retard pour témoigner au tribunal, et le juge lui impose une amende. 
La légiste fait l'autopsie du corps qu'elle a repêché et a du mal à déterminer la cause de la mort. Elle découvre que les 3 victimes ont été tuées par une seule personne. 
Le titre français du livre fait référence à la façon dont le tueur en série tuait ses victimes.

## Éditions
Édition originale américaine
- (en) Patricia Cornwell, The Bone Bed, New York, Putnam Adult, 16 octobre 2012 (ISBN 978-0-399-15756-1)

Édition française
- Patricia Cornwell et Andrea H. Japp (traductrice) (trad. de l'anglais), Vent de glace : roman [« The Bone Bed »], Paris, Éditions des Deux Terres, 20 mars 2013, 407 p. (ISBN 978-2-84893-135-7, BNF 43535599)
- Patricia Cornwell et Andrea H. Japp (traductrice) (trad. de l'anglais), Vent de glace [« The Bone Bed »], Paris, Librairie générale française, coll. « Le Livre de poche Thriller », 2 avril 2014, 545 p. (ISBN 978-2-253-17597-1, BNF 43807700)